# Pegasus Peak
Der Pegasus Peak ist ein 1491 m hoher und isolierter Berg an der Loubet-Küste des Grahamlands im Norden der Antarktischen Halbinsel. Auf der Arrowsmith-Halbinsel ragt er zwischen dem Lliboutry- und dem Heim-Gletscher auf.
Das UK Antarctic Place-Names Committee benannte ihn 2013. Namensgeber ist Pegasus, Wappentier des Parachute Regiment der British Army.